# Tumor longicornis
Tumor longicornis är en stekelart som beskrevs av Huang 1990. Tumor longicornis ingår i släktet Tumor och familjen puppglanssteklar. Inga underarter finns listade i Catalogue of Life.